# Чеслове
Чеслове (біл. вёска Чэсловае) —  село в складі Червенського району Мінської області, Білорусь. Село підпорядковане Клиноківській сільській раді, розташоване в центральній частині області.